# Volturno (Schiff, 1906)
Die Volturno (II) war ein 1906 in Dienst gestelltes Passagierschiff der britischen Reederei Uranium Steamship Company, das für den Transatlantikverkehr gebaut worden war und Passagiere, Fracht und Post von Rotterdam über Halifax nach New York brachte. Am 9. Oktober 1913 zerstörte mitten auf dem Nordatlantik ein Feuer das Schiff, wobei 136 Passagiere und Besatzungsmitglieder ums Leben kamen. Es war das verheerendste und meistpublizierte Schiffsunglück seit dem Untergang der Titanic 18 Monate zuvor. Der Brand auf der Volturno zählt zudem zu den größten durch Feuer verursachten Schiffstragödien.

## Das Schiff
Die Volturno hatte eine wechselvolle Geschichte. Sie wurde von der schottischen Schiffswerft Fairfield Shipbuilding & Engineering Company in Glasgow am Fluss Clyde für die italienische Schifffahrtsgesellschaft Navigazione Italo-Americano mit der Baunummer 448 gebaut. Sie lief am 5. September 1906 vom Stapel und wurde im darauffolgenden Oktober fertiggestellt. Der Bau kostete 80.000 britische Pfund (nach heutigem Geldwert ungefähr 11.600.000 ₤). Sie war ursprünglich als reines Frachtschiff geplant. Die Reederei benannte das Schiff nach dem gleichnamigen italienischen Fluss, der bei Gaeta in das Tyrrhenische Meer mündet.
Am 11. November 1906 wurde das Schiff von der Volturno Steamship Company, einer Unterabteilung des britischen Handelskonzerns D. G. Pinkney & Company mit Sitz in Sunderland, gekauft. Sie behielt den Namen des Schiffs bei. Im März 1908 wurde die Volturno von der im Jahr zuvor gegründeten New York & Continental Line für zwei Überfahrten gechartert. Im Februar 1909 wurde sie von der Northwest Transport Line für Passagierverkehr von New York nach Rotterdam gechartert.
Am 30. März 1909 kaufte die in Toronto ansässige Schifffahrtsgesellschaft Canadian Northern Steamship Company das Schiff, die sie am 4. April desselben Jahres in den Dienst ihrer neu gegründeten Tochtergesellschaft Uranium Steamship Company (kurz Uranium Line genannt) stellte. Für dieses Unternehmen bediente der Dampfer weiterhin die Route Rotterdam–Halifax–New York. Die Volturno blieb bis zu ihrem Ende im Dienst der Uranium Line.

## Die letzte Fahrt

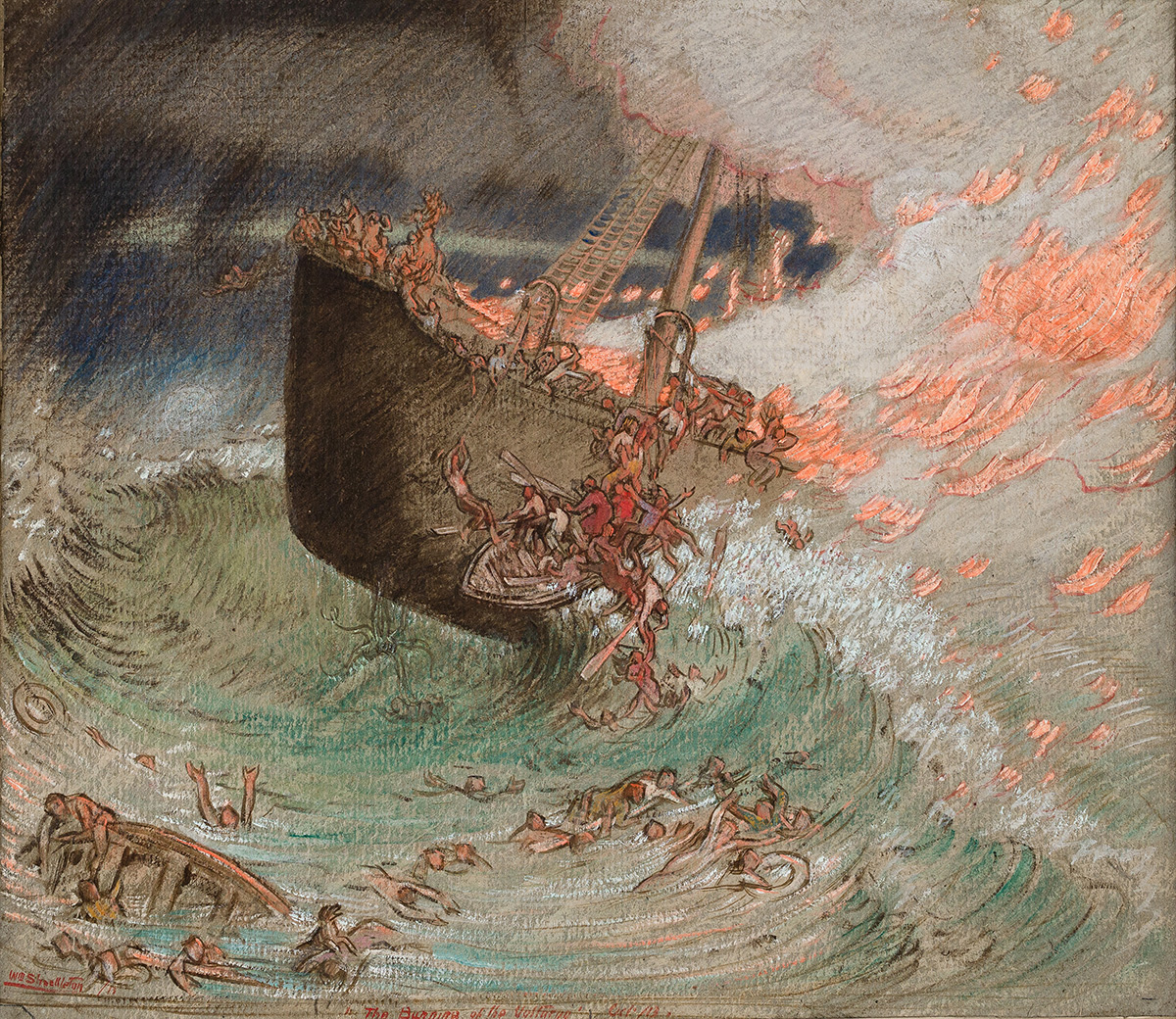
Undatierte Gouache von William Shackleton.

### Das Feuer

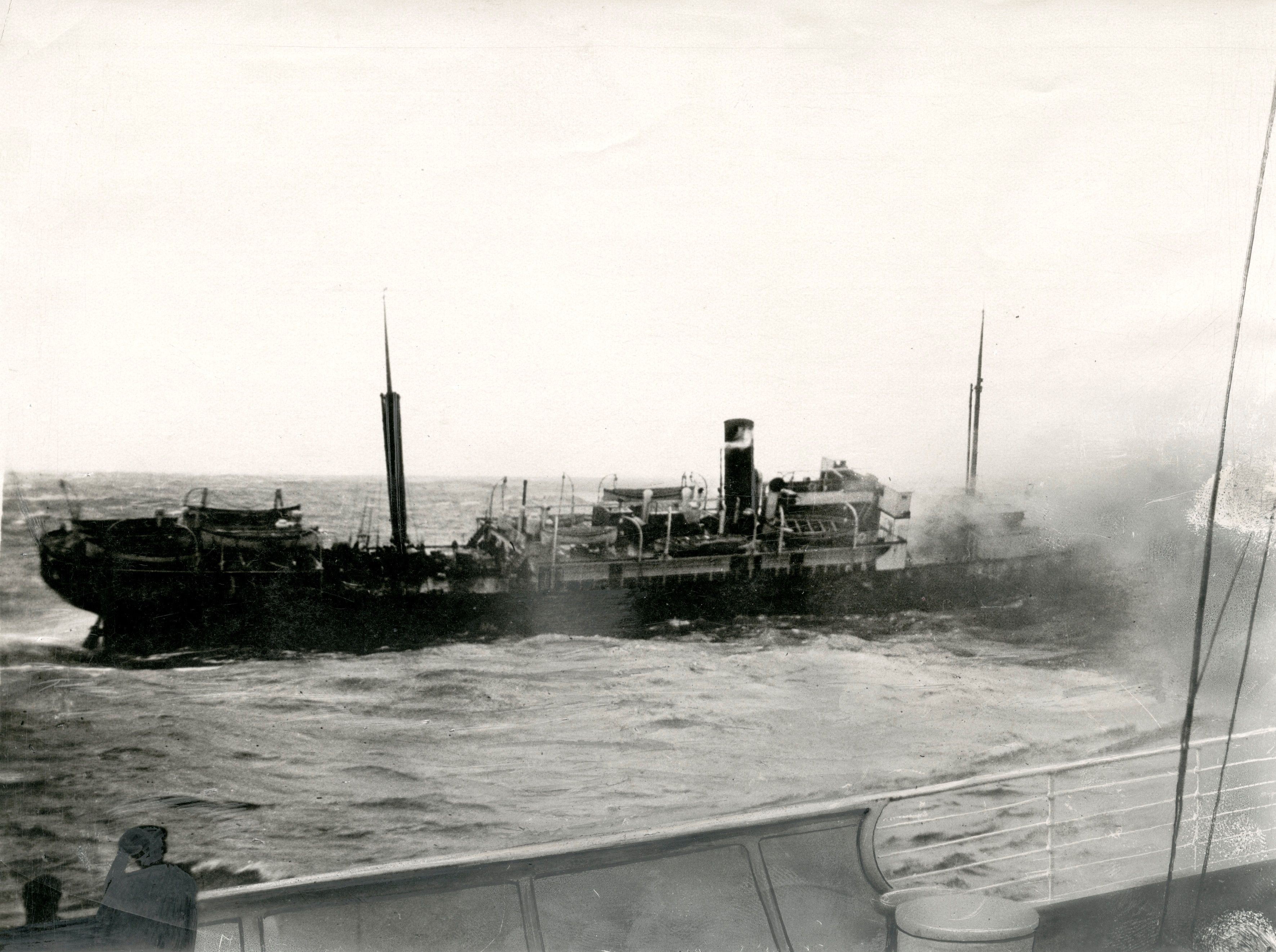
Die brennende Volturno von der Carmania aus fotografiert.

Am Donnerstag, dem 2. Oktober 1913, lief die Volturno in Rotterdam zu einer Überfahrt nach New York aus. Das Schiff stand unter dem Kommando des 36-jährigen Kapitäns Francis James Daniel Inch. An Bord befanden sich 564 Passagiere (24 Erste Klasse, 540 Dritte Klasse) und 93 Besatzungsmitglieder; insgesamt 657 Personen. Unter den Passagieren waren viele osteuropäische Juden, die nach Amerika auswandern wollten, aber auch britische, deutsche und französische Geschäftsleute, Hochzeitsreisende und Urlauber. Die Passagierliste dieser Fahrt verzeichnete eine große Anzahl von Kindern. Zur Ladung gehörten viele leicht entflammbare Güter wie Chemikalien, Öl, Torf, Teppiche, Stroh sowie große Mengen Wein und Spirituosen. Am dritten Tag der Reise, am Sonnabend, dem 4. Oktober, fanden an Bord Feuer- und Bootsübungen statt. Die Volturno war mit 19 Rettungsbooten, 1511 Schwimmwesten und 23 Rettungsbojen ausgestattet und galt somit als sicheres Schiff.

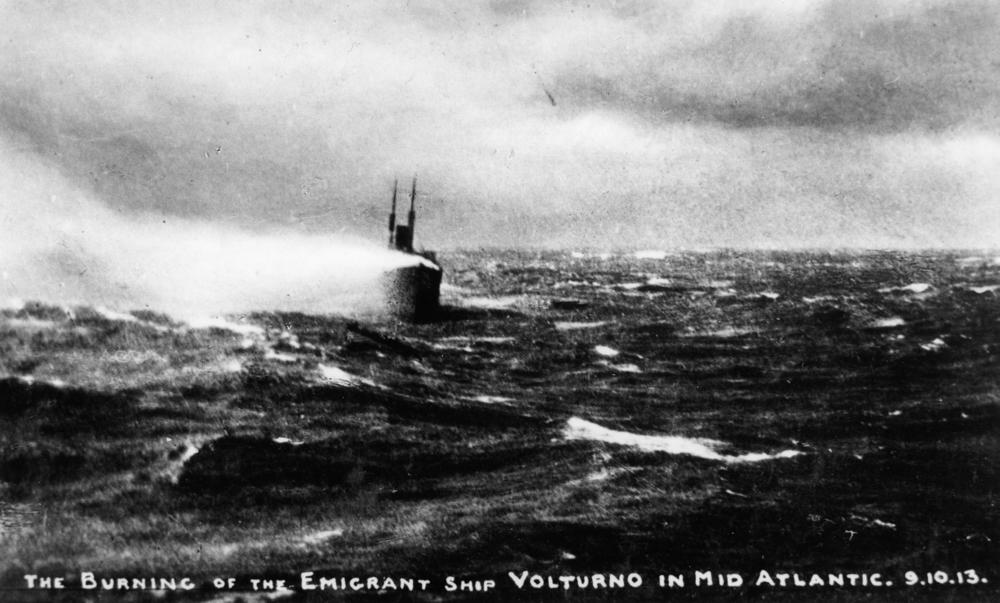
Die brennende Volturno aus der Ferne.

Eine Woche nach dem Auslaufen, am Donnerstagmorgen, dem 9. Oktober 1913, befand sich der Ozeandampfer mitten in einem atlantischen Sturm. Es regnete heftig und hohe Wellen schlugen gegen den Schiffsrumpf. In den Speisesälen hatten die Vorbereitungen für das Frühstück begonnen. Um 05:50 Uhr brach ein Feuer aus, dessen Ursache unklar ist. Vermutlich wurde es durch die weggeworfene Zigarette eines Zwischendeckpassagiers ausgelöst. Als sich ein Steward näherte, soll der Mann die Zigarette durch einen Schlitz im Boden geworfen haben, um keine Strafgebühr zahlen zu müssen. Die Zigarette sei dadurch in einem Laderaum gelandet und setzte das dort lagernde Gepäck in Brand. Dies wurde nie eindeutig bewiesen, aber oft als Ursache angeführt.
Das Feuer breitete sich mit rasender Geschwindigkeit in den Laderäumen aus und hatte schnell die Kesselräume erreicht. Eine heftige Explosion erschütterte das Schiff, als die Kessel in die Luft flogen. Vier Besatzungsmitglieder wurden dadurch getötet. Anschließend griff das Feuer auf die oberen Passagierdecks über. Um 6 Uhr wurde Feueralarm ausgelöst. Die Explosion hatte die Passagiere geweckt, die nun in Panik umherliefen und nach Schwimmwesten zu suchen begannen. Dutzende sprangen über Bord.
Kapitän Inch ordnete sofort Feuerbekämpfungsmaßnahmen an. Nachdem festgestellt werden musste, dass das Feuer nicht mehr unter Kontrolle zu bringen war, ließ Inch ab etwa 8 Uhr SOS funken und befahl das Fieren der Rettungsboote. Dies erwies sich wegen der schweren See als sehr riskant und schwierig. Die ersten beiden Boote, die man mit Frauen und Kindern besetzt zu Wasser ließ, wurden von den Wellen gegen den Schiffsrumpf geschleudert, warfen ihre Insassen in die See und gingen unter. Eines wurde vom herabsinkenden Heck der Volturno zerquetscht. Keiner der Insassen überlebte. Inch ließ daraufhin das Ausbooten einstellen. Zwei weitere schwere Explosionen ließen das Schiff erbeben, zerstörten die Maschinen und den Kompass und ließen die Lichter ausgehen. Die Volturno driftete nun manövrierunfähig im Sturm.

### Rettung und Untergang
Auf den Hilferuf der Volturno reagierten insgesamt elf in der Nähe befindliche Schiffe, die sich auf den Weg zum Unglücksort machten und die in den folgenden 24 Stunden nacheinander eintrafen. Das erste Schiff war der Passagierdampfer Carmania  der Cunard Line unter Kapitän James Clayton Barr, der gegen Mittag eintraf. Barr übernahm die Leitung der Rettungsaktion und dirigierte die anderen Schiffe, die nach und nach einen Kreis um die brennende Volturno bildeten und Schwimmer aus dem Wasser zogen.
Weitere Rettungsschiffe waren unter anderem die Czar der Russian American Line (102 Gerettete), die Devonian der Leyland Line (39 Gerettete), die La Touraine der französischen CGT (40 Gerettete), die Kroonland der Red Star Line (90 Gerettete) sowie die beiden NDL-Dampfer Grosser Kurfürst (105 Gerettete) und Seydlitz (46 Gerettete). Einige Schiffe ließen ihre eigenen Rettungsboote zu Wasser, aber der starke Wind und der Wellengang machten diese Rettungsversuche zunichte.

„Der erste Funker an Bord des größten Schiffs, des ‚Großen Kurfürst‘, hatte sofort die Leitung in die Hand genommen, und er wußte bis zur Beendigung der Rettungshandlung seine Befehlsgewalt vortrefflich zu nutzen.“

Die Evakuierungsaktion zog sich bis in die Morgenstunden des 11. Oktober hin. Der Tanker Narrangansett der Standard Shipping Company aus New York verteilte Öl als Wellenberuhigungsöl an der Unglücksstelle, um die immer noch raue See zu glätten. Auf diese Weise war es leichter, mit den Rettungsbooten zur Volturno zu gelangen. Kapitän Inch war der letzte, der das Schiff verließ. Gegen 09.00 Uhr war die Volturno evakuiert und alle Boote waren aufgenommen worden. Insgesamt wurden 521 Überlebende geborgen. 136 Menschen waren bei dem Desaster ums Leben gekommen, viele davon durch die verunglückten Rettungsboote.

„Dass so viele Menschenleben bewahrt werden konnten, ist in der Hauptsache den fast übermenschlichen Leistungen der Funktelegraphisten auf allen Schiffen zu verdanken die 50 Stunden lang ununterbrochen ihre Apparate bedienten. Dem Bordtelegraphisten [der Volturno] aber wurde für seine Besonnenheit und Tüchtigkeit vom Seemannsamt eine besondere Anerkennung ausgesprochen.“

Die elf Rettungsschiffe nahmen daraufhin wieder ihre ursprünglichen Kurse auf und brachten die Überlebenden an Land. Das Wrack der ausgebrannten und verlassenen Volturno wurde treiben gelassen. Am Abend des 17. Oktober entdeckte der niederländische Tanker Charlois das noch immer rauchende unbemannte Wrack. Kapitän Schmidt wusste nicht, was passiert war und ließ ein Boot zur Volturno übersetzen, um zu überprüfen, ob jemand an Bord war und Hilfe brauchte. Da er keine Überlebenden antraf und das driftende Wrack eine Gefahr für andere Schiffe darstellte, ließ er es am Morgen des 18. Oktober versenken.

## Untersuchung
Der Vorfall wurde von einem Untersuchungsausschuss des britischen Board of Trade unter Vorsitz des britischen Wreck Commissioners Hamilton Cuffe, 5. Earl of Desart, untersucht. Der Ausschuss legte seinen Abschlussbericht am 17. Januar 1914 vor. Die Ergebnisse fielen überraschend positiv aus, die Mannschaft der Volturno und besonders der Kapitän wurden für ihr Verhalten gelobt. Man hatte alles versucht, um das Feuer einzudämmen, Hilfe zu holen und die Passagiere zu retten. Jeder habe das Erdenklichste getan, was in seiner Macht stand, und damit seine Pflicht erfüllt. Verurteilt oder kritisiert wurde niemand. Der Board of Trade zeichnete zudem zahlreiche Besatzungsmitglieder der Rettungsschiffe für ihren Einsatz mit der Ehrenmedaille Board of Trade Medal for Saving Life at Sea (meistens verkürzt Sea Gallantry Medal genannt) aus.